# Toribío
Pour les articles homonymes, voir Toribio.
Toribío est une municipalité située dans le département de Cauca, en Colombie.

## Démographie
Selon les données récoltées par le DANE lors du recensement de 2005, Toribío compte une population de 26 616 habitants.

## Liste des maires
- 2008 - 2011 : Carlos Alberto Banguero Henao
- 2012 - 2015 : Ezequiel Vitonás Tálaga
- 2016 - 2019 : Alcibiades Escue
- 2020 - 2023 : Silvio Valencia Lemus[2]